# Chrístos Volikákis
Chrístos Volikákis (grec moderne : Χρήστος Βολικάκης ; né le 25 mars 1988 à Vólos) est un coureur cycliste grec spécialiste de la piste.

## Biographie
Chrístos Volikákis est l'un des cyclistes sur piste grecs les plus titrés des années 2000 et 2010. Son frère cadet, Zafíris, est également coureur cycliste sur piste.
En 2005 chez les juniors, il devient à trois reprises champion de Grèce sur piste (vitesse, vitesse par équipes et poursuite par équipes) et remporte un titre sur route (contre-la-montre par équipes). La même année, il remporte le championnat du monde du keirin juniors à Vienne. Il décroche deux médailles aux championnats d'Europe juniors de 2006 et 2007. En 2007, il s'adjuge deux épreuves des championnats des Balkans : le keirin et la vitesse par équipes. Depuis 2006, il cumule de multiples titres nationaux.
Aux championnats du monde de 2008 à Manchester, il termine troisième du keirin et prend la médaille de bronze. 
En 2008, il représente pour la première fois la Grèce lors des Jeux olympiques de Pékin et se classe 13e du keirin. Il compte également plusieurs podiums en coupe du monde, avec notamment une victoire dans l'épreuve du keirin à Astana, pour le compte de la coupe du monde 2011-2012. Aux championnats d'Europe 2011 à Apeldoorn, il remporte la médaille d'argent du keirin. L'année suivante, il est médaillé de bronze de la vitesse aux championnats d'Europe et neuvième du keirin aux Jeux olympiques de Londres. Quatre ans plus tard, aux Jeux olympiques de Rio de Janeiro, il se classe douzième de la même épreuve.
Après ces Jeux, il décide de passer des disciplines du sprint aux disciplines d'endurance. Quelques semaines à peine après les Jeux de Rio, il est vice-champion d'Europe de l'élimination. En 2019, il remporte la course scratch de la manche de la Coupe du monde de Cambridge. Il gagne également le classement général de la Coupe du monde de l'omnium.
En août 2021, il est sélectionné pour l'omnium lors des Jeux olympiques de Tokyo, mais doit abandonner sur chute lors de la course aux points qui sert de manche finale (il occupait alors la 16e place du classement). Fin août, il poste sur son Facebook deux messages dans lesquels il critique la Fédération grecque de cyclisme, qui a refusé d'envoyer deux coureurs aux mondiaux sur piste juniors. Le 4 septembre, Volikakis reçoit une réprimande officielle du conseil d'administration de la Fédération de cyclisme. Il est néanmoins soutenu par le comité des athlètes du Comité olympique de son pays et par le comité des athlètes de la Fédération de cyclisme. 
Le 21 septembre 2021, il annonce à 33 ans son intention de revenir aux épreuves sur piste de sprint et d'abandonner les épreuves d'endurance. Le 15 mars 2024, l'Union cycliste internationale annonce que Volikákis est provisoirement suspendu après qu'une réanalyse d'échantillons collectés lors des Jeux olympiques de Rio - huit ans plus tôt - est révélé la présence d'un produit anabolisant. Il est finalement suspendu trois ans, entre le 15 mars 2024 et le 14 mars 2027.

## Palmarès sur piste

### Jeux olympiques
- Pékin 2008
  - 13e du keirin
- Londres 2012
  - 9e du keirin
- Rio 2016
  - 12e du keirin
- Tokyo 2020
  - Abandon lors de l'omnium

### Championnats du monde
- Manchester 2008
  -  Médaillé de bronze du keirin
- Pruszków 2009
  - 9e du keirin
- Copenhague 2010
  - 13e de la vitesse par équipes
  - 13e du keirin
  - 36e de la vitesse individuelle
- Apeldoorn 2011
  - 17e de la vitesse par équipes
  - 19e du keirin
- Minsk 2013
  - 9e du keirin
  - 13e de la vitesse par équipes
- Cali 2014
  - 9e du keirin
  - 25e de la vitesse individuelle[5]
- Saint-Quentin-en-Yvelines 2015
  - 13e du keirin
- Hong Kong 2017
  - 8e du scratch[6]
- Apeldoorn 2018
  - 7e de la course aux points[7]
  - 8e du scratch[8]
  - 12e de l'omnium[9]
- Pruszków 2019
  - 4e du scratch
  - 11e de l'omnium

### Championnats du monde juniors
- 2005
  -  Champion du monde du keirin juniors
- 2006
  -  Médaillé de bronze de la vitesse par équipes juniors

### Coupe du monde
- 2007-2008
  - 2e du keirin à Los Angeles
- 2009-2010
  - 2e du keirin à Manchester
- 2011-2012
  - 1er du keirin à Astana
- 2014-2015
  - 3e du keirin à Londres
- 2017-2018
  - 2e de la course aux points à Pruszków
- 2018-2019
  - Classement général de l'omnium
  - 1er du scratch à Cambridge
  - 3e du scratch à Milton
  - 3e de la course aux points à Saint-Quentin-en-Yvelines
- 2019-2020
  - Classement général de l'omnium
  - Classement général du scratch
  - 2e du scratch à Hong Kong
  - 3e du scratch à Cambridge

### Coupe des nations
- 2021
  - 3e de la course par élimination à Saint-Pétersbourg

### Championnats d'Europe
| Édition / Épreuve              | Keirin | Vitesse individuelle | Vitesse par équipes | Scratch | Course à l'élimination | Omnium |
| Fiorenzuola 2005 (juniors)     | Argent |                      |                     |         |                        |        |
| Athènes 2006 (juniors)         |        |                      | Argent              |         |                        |        |
| Minsk 2009 (espoirs)           | Bronze |                      |                     |         |                        |        |
| Apeldoorn 2011                 | Argent |                      |                     |         |                        |        |
| Panevėžys 2012                 |        | Bronze               |                     |         |                        |        |
| Saint-Quentin-en-Yvelines 2016 |        |                      |                     |         | Argent                 |        |
| Apeldoorn 2019                 |        |                      |                     | Argent  |                        |        |
| Granges 2023                   |        |                      |                     |         | 9e                     | 17e    |

### Jeux européens
| Édition / Épreuve | Course aux points | Scratch |
| Minsk 2019        | Or                | Or      |

### Championnats des Balkans
- 2007
  -  Champion des Balkans de vitesse par équipes
  -  Champion des Balkans du keirin
  -  Médaillé d'argent de la vitesse individuelle
- 2013
  -  Champion des Balkans du kilomètre
  -  Champion des Balkans du keirin
  -  Champion des Balkans de vitesse par équipes
  -  Champion des Balkans de vitesse individuelle

### Championnats nationaux
| - 2004 - Champion de Grèce du 500 mètres cadets - 2005 - Champion de Grèce de vitesse individuelle juniors - Champion de Grèce de vitesse par équipes juniors - Champion de Grèce de poursuite par équipes juniors - 2e du championnat de Grèce du kilomètre juniors - 2006 - Champion de Grèce de vitesse par équipes juniors - Champion de Grèce du kilomètre juniors - 2e du championnat de Grèce de vitesse juniors - 2007 - Champion de Grèce de vitesse par équipes - Champion de Grèce du keirin - 2e du championnat de Grèce du kilomètre - 2e du championnat de Grèce de vitesse - 2009 - Champion de Grèce du kilomètre - Champion de Grèce du keirin - 2010 - Champion de Grèce du kilomètre - Champion de Grèce de vitesse par équipes - Champion de Grèce du keirin - 2e du championnat de Grèce de vitesse - 2e du championnat de Grèce de poursuite par équipes - 2011 - Champion de Grèce du keirin - Champion de Grèce de poursuite par équipes - Champion de Grèce de vitesse par équipes - Champion de Grèce de vitesse individuelle - Champion de Grèce du kilomètre - 2012 - Champion de Grèce du kilomètre - Champion de Grèce du keirin - 2e du championnat de Grèce de vitesse - 3e du championnat de Grèce de vitesse par équipes - 2014 - Champion de Grèce du kilomètre - Champion de Grèce du keirin - Champion de Grèce de vitesse individuelle | - 2015 - Champion de Grèce du kilomètre - Champion de Grèce du keirin - 2e du championnat de Grèce de vitesse - 2017 - Champion de Grèce d'omnium - 2018 - Champion de Grèce de poursuite par équipes - Champion de Grèce du scratch - Champion de Grèce de course aux points - Champion de Grèce de l'américaine - Champion de Grèce d'omnium - 2e du championnat de Grèce de vitesse par équipes - 2019 - Champion de Grèce de poursuite par équipes - Champion de Grèce du scratch - Champion de Grèce de course aux points - Champion de Grèce d'omnium - 2020 - Champion de Grèce de poursuite - Champion de Grèce de poursuite par équipes - Champion de Grèce du scratch - Champion de Grèce de course aux points - Champion de Grèce de l'américaine - Champion de Grèce d'omnium - 2021 - Champion de Grèce de poursuite par équipes - Champion de Grèce de vitesse par équipes - 2022 - Champion de Grèce de l'élimination - Champion de Grèce de poursuite par équipes - Champion de Grèce de l'américaine - Champion de Grèce de vitesse par équipes - 2023 - Champion de Grèce de poursuite par équipes - Champion de Grèce de l'américaine - Champion de Grèce de vitesse par équipes |  |

## Palmarès sur route
- 2003
  - 2e du championnat de Grèce du contre-la-montre cadets
  - 2e du championnat de Grèce sur route cadets
- 2004
  -  Champion de Grèce sur route cadets
  - 3e du championnat de Grèce du contre-la-montre cadets
- 2005
  -  Champion de Grèce du contre-la-montre par équipes juniors